# 175726 Borda
175726 Borda è un asteroide della fascia principale. Scoperto nel 1997, presenta un'orbita caratterizzata da un semiasse maggiore pari a 2,5836586 UA e da un'eccentricità di 0,1980495, inclinata di 3,30813° rispetto all'eclittica.
L'asteroide è dedicato al militare e matematico francese Jean-Charles de Borda.